# Ваньюань
Ваньюань (кит. спр. 万源市, піньїнь: Wànyuán Shì) — місто-повіт в східнокитайській провінції Сичуань, складова міста Дачжоу.

## Географія
Ваньюань лежить у межах Сичуанської западини.

### Клімат
Місто знаходиться у зоні, котра характеризується океанічним кліматом субтропічних нагір'їв. Найтепліший місяць — липень із середньою температурою 25 °C (77 °F). Найхолодніший місяць — січень, із середньою температурою 2.8 °С (37 °F).
| Клімат Ваньюаня         | Клімат Ваньюаня | Клімат Ваньюаня | Клімат Ваньюаня | Клімат Ваньюаня | Клімат Ваньюаня | Клімат Ваньюаня | Клімат Ваньюаня | Клімат Ваньюаня | Клімат Ваньюаня | Клімат Ваньюаня | Клімат Ваньюаня | Клімат Ваньюаня | Клімат Ваньюаня |
| Показник                | Січ.            | Лют.            | Бер.            | Квіт.           | Трав.           | Черв.           | Лип.            | Серп.           | Вер.            | Жовт.           | Лист.           | Груд.           | Рік             |
| Середній максимум, °C   | 8               | 10              | 15              | 21              | 24              | 28              | 30              | 30              | 25              | 20              | 14              | 9               | 19              |
| Середня температура, °C | 3               | 5               | 10              | 15              | 19              | 23              | 25              | 25              | 20              | 15              | 10              | 5               | 14              |
| Середній мінімум, °C    | 0               | 1               | 5               | 10              | 14              | 18              | 21              | 20              | 16              | 11              | 6               | 2               | 10              |
| Норма опадів, мм        | 5               | 9               | 38              | 89              | 130             | 149             | 248             | 190             | 209             | 97              | 38              | 9               | 1211            |
| ----------------------- | --------------- | --------------- | --------------- | --------------- | --------------- | --------------- | --------------- | --------------- | --------------- | --------------- | --------------- | --------------- | --------------- |
| Джерело: Weatherbase    |                 |                 |                 |                 |                 |                 |                 |                 |                 |                 |                 |                 |                 |